# Leichtathletik-Länderkampf der Männer 1970 BR Deutschland – USA
| 3. Leichtathletik-Länderkampf mit bundesdeutscher Beteiligung 1970 | 3. Leichtathletik-Länderkampf mit bundesdeutscher Beteiligung 1970 |
| ------------------------------------------------------------------ | ------------------------------------------------------------------ |
|                                                                    |                                                                    |
| Vergleich der Männer: BR Deutschland – USA                         |                                                                    |
| Austragungsort                                                     | Stuttgart                                                          |
| Wettbewerbe                                                        | 21                                                                 |
| Datum                                                              | 15./16. Juli                                                       |
| 1. USA 2. FRG                                                      | 122 Punkte 100 Punkte                                              |
| Chronik                                                            |                                                                    |
| ← SUI-FRG-NLD Straßenlauf (M)                                      | FRG-USA LK (F) →                                                   |

Im dritten Vergleich des Länderkampfjahres 1970 trafen die deutschen Männer zum siebten Mal auf die die USA, die als stärkste Leichtathletiknation der Welt zu diesem Aufeinandertreffen am 15./16. Juli nach Stuttgart kam. Alle bisherigen Vergleiche hatten die US-Amerikaner für sich entschieden. Auch die Frauen führten gemeinsam mit den Männern in getrennter Wertung einen Wettkampf mit den US-Amerikanerinnen durch.

## Wettbewerbe und Modus
Auf dem Programm standen 21 Disziplinen. Zusätzlich zu den bei Länderkämpfen üblichen zwanzig Wettbewerben gab es ein 10 000-m-Bahngehen. Der bisher bei den Begegnungen mit den USA ausgetragene Zehnkampf war nicht mehr im Programm enthalten. Aus dem olympischen Wettbewerbskatalog fehlten somit nur der Marathonlauf, das Straßengehen und der Zehnkampf.

## Ergebnis
Wie in allen Männerbegegnungen zwischen den beiden Ländern waren die US-Amerikaner das stärkere Team. Doch hier in Stuttgart gab es einen Bereich, in dem die bundesdeutschen Athleten leicht überlegen waren. Sie gewannen zwei Wettbewerbe der Kategorie Wurf/Stoß jeweils mit Doppelerfolgen. Die US-Sportler kamen hier ebenfalls auf zwei Disziplinsiege, allerdings ohne einen Doppelerfolg. Ausgeglichen waren die beiden Mannschaften in den Sprüngen, in denen sie jeweils zwei Wettbewerbe mit je einem Doppelerfolgen für sich entschieden. Das Bahngehen und die beiden Staffeln gingen dagegen an die USA. In sechs Einzellaufentscheidungen lagen die US-Vertreter bei vier Doppelerfolgen vorn. Deutschland siegte hier vier Mal, jeweils ohne Doppelerfolg. So setzte sich das US-Team ein weiteres Mal durch. Mit 100 zu 122 Punkten gab es die erste Länderkampfniederlage der laufenden Saison für die bundesdeutschen Männer.

## Rekorde und Bestleistungen
Die bundesdeutschen Athleten egalisierten zwei Europarekorde:
- 800-Meter-Lauf: Walter Adams – 1:44,9 min[1] (im Rennen auf Platz zwei)
Bisheriger alleiniger Rekordinhaber: Franz-Josef Kemper (hier mit 1.45,4 min auf Platz drei)
- Weitsprung: Josef Schwarz – 8,35 m[2] (Sieger seines Wettbewerbs)
Bisheriger alleiniger Rekordinhaber: Igor Ter-Owanessjan (Sowjetunion)

Außerdem gab es eine Weltjahresbestleistung durch einen US-Athleten:
- 800-Meter-Lauf: Ken Swenson – 1:44,8 min[3] (Sieger seines Rennens)

## Legende
Kurze Übersicht zur Bedeutung der Symbolik – so üblicherweise auch in sonstigen Veröffentlichungen verwendet:
| LK  | Länderkampf                         |
| DSQ | disqualifiziert                     |
| ERe | Europarekord egalisiert             |
| WL  | Weltjahresbestleistung (World Lead) |

## Resultate

### 100 m
| Platz | Athlet              | Land | Zeit (s) |
| ----- | ------------------- | ---- | -------- |
| 1     | Ben Vaughan         | USA  | 10,0     |
| 2     | Ivory Crockett      | USA  | 10,1     |
| 3     | Günther Nickel      | FRG  | 10,3     |
| 4     | Klaus-Dieter Bieler | FRG  | 10,4     |

Datum: 15. Juli
Wind: +3,4 m/s

### 200 m
| Platz | Athlet                 | Land | Zeit (s) |
| ----- | ---------------------- | ---- | -------- |
| 1     | Willie Turner          | USA  | 20,3     |
| 2     | Ben Vaughan            | USA  | 20,4     |
| 3     | Joachim Eigenherr      | FRG  | 20,7     |
| 4     | Franz-Peter Hofmeister | FRG  | 21,1     |

Datum: 16. Juli

### 400 m
| Platz | Athlet                 | Land | Zeit (s) |
| ----- | ---------------------- | ---- | -------- |
| 1     | John Smith             | USA  | 45,1     |
| 2     | Wayne Collett          | USA  | 45,3     |
| 3     | Thomas Jordan          | FRG  | 45,4     |
| 4     | Horst-Rüdiger Schlöske | FRG  | 45,9     |

Datum: 15. Juli

### 800 m
| Platz | Athlet             | Land | Zeit (min) |
| ----- | ------------------ | ---- | ---------- |
| 1     | Ken Swenson        | USA  | 1:44,8 WL0 |
| 2     | Walter Adams       | FRG  | 1:44,9 ERe |
| 3     | Franz-Josef Kemper | FRG  | 1:45,40000 |
| 4     | Mark Winzenried    | USA  | 1:45,60000 |

Datum: 16. Juli

### 1500 m
| Platz | Athlet         | Land | Zeit (min) |
| ----- | -------------- | ---- | ---------- |
| 1     | Jürgen May     | FRG  | 3:40,7     |
| 2     | Michael Howell | USA  | 3:43,1     |
| 3     | Jerry van Dyk  | USA  | 3:43,5     |
| 4     | Hubert Stecher | FRG  | 3:49,5     |

Datum: 15. Juli

### 5000 m
| Platz | Athlet            | Land | Zeit (min) |
| ----- | ----------------- | ---- | ---------- |
| 1     | Harald Norpoth    | FRG  | 13:34,6    |
| 2     | Steve Prefontaine | USA  | 13:39,6    |
| 3     | Ken Moore         | USA  | 13:59,0    |
| 4     | Werner Girke      | FRG  | 14:26,2    |

Datum: 16. Juli

### 10.000 m
| Platz | Athlet            | Land | Zeit (min) |
| ----- | ----------------- | ---- | ---------- |
| 1     | Manfred Letzerich | FRG  | 28:50,4    |
| 2     | Gary Bjorklund    | USA  | 28:50,4    |
| 3     | Lutz Philipp      | FRG  | 28:55,8    |
| 4     | Rick Riley        | USA  | 29:33,8    |

Datum: 16. Juli

### 110 m Hürden
| Platz | Athlet         | Land | Zeit (s)        |
| ----- | -------------- | ---- | --------------- |
| 1     | Thomas Hill    | USA  | 13,5            |
| 2     | Marcus Walker  | USA  | 13,6            |
| 3     | Günther Nickel | FRG  | 13,7            |
| DSQ   | Werner Trzmiel | FRG  | zwei Fehlstarts |

Datum: 16. Juli

### 400 m Hürden
| Platz | Athlet           | Land | Zeit (s) |
| ----- | ---------------- | ---- | -------- |
| 1     | Ralph Mann       | USA  | 49,3     |
| 2     | Rainer Schubert  | FRG  | 49,8     |
| 3     | Ron Whitney      | USA  | 50,0     |
| 4     | Manfred Klaußner | FRG  | 50,4     |

Datum: 15. Juli

### 3000 m Hindernis
| Platz | Athlet           | Land | Zeit (min) |
| ----- | ---------------- | ---- | ---------- |
| 1     | Rolf Burscheid   | FRG  | 8:37,2     |
| 2     | Steve Savage     | USA  | 8:40,6     |
| 3     | Jerry Liebenbera | USA  | 8:44,4     |
| 4     | Karl-Heinz Betz  | FRG  | 8:49,2     |

Datum: 16. Juli

### 4 × 100 m Staffel
| Platz | Besetzung      | Land                                                                          | Zeit (s) |
| ----- | -------------- | ----------------------------------------------------------------------------- | -------- |
| 1     | USA            | Ivory Crockett Ben Vaughan Larry Hart Robert Taylor                           | 39,3     |
| 2     | BR Deutschland | Franz-Peter Hofmeister Klaus-Dieter Bieler Gerhard Wucherer Joachim Eigenherr | 39,6     |

Datum: 15. Juli

### 4 × 400 m Staffel
| Platz | Besetzung      | Land                                                                | Zeit (min) |
| ----- | -------------- | ------------------------------------------------------------------- | ---------- |
| 1     | USA            | Curtis Mills John Smith Fred Newhouse Wayne Collett                 | 3:03.8     |
| 2     | BR Deutschland | Horst-Rüdiger Schlöske Hermann Köhler Roland Roßmeißl Thomas Jordan | 3:06,4     |

Datum: 16. Juli

### 10.000-m-Bahngehen
| Platz | Athlet             | Land | Zeit (min) |
| ----- | ------------------ | ---- | ---------- |
| 1     | Dave Romansky      | USA  | 43:03,8    |
| 2     | Peter Schuster     | FRG  | 43:21,2    |
| 3     | Bernhard Nermerich | FRG  | 44:25,0    |
| 4     | Tom Dooley         | USA  | 44:28,6    |

Datum: 16. Juli

### Hochsprung
| Platz | Athlet                | Land | Höhe (m) |
| ----- | --------------------- | ---- | -------- |
| 1     | Hermann Magerl        | FRG  | 2,17     |
| 2     | Reynaldo Brown        | USA  | 2,13     |
| 3     | Barry Shepard         | USA  | 2,09     |
| 4     | Wolfgang Schillkowski | FRG  | 2,09     |

Datum: 16. Juli

### Stabhochsprung
| Platz | Athlet          | Land | Höhe (m) |
| ----- | --------------- | ---- | -------- |
| 1     | Sam Caruthers   | USA  | 5,20     |
| 2     | Paul Heglar     | USA  | 5,10     |
| 3     | Heinfried Engel | FRG  | 5,00     |
| 4     | Volker Ohl      | FRG  | 4,80     |

Datum: 15. Juli

### Weitsprung
| Platz | Athlet         | Land | Weite (m) |
| ----- | -------------- | ---- | --------- |
| 1     | Josef Schwarz  | FRG  | 8,35 ERe  |
| 2     | Hermann Latzel | FRG  | 7,910000  |
| 3     | Ron Coleman    | USA  | 7,880000  |
| 4     | James Moore    | USA  | 6,400000  |

Datum: 15. Juli

### Dreisprung
| Platz | Athlet        | Land | Weite (m) |
| ----- | ------------- | ---- | --------- |
| 1     | Norman Täte   | USA  | 16,70     |
| 2     | Michael Sauer | FRG  | 16,55     |
| 3     | Dave Smith    | USA  | 16,15     |
| 4     | Harald Strutz | FRG  | 15,94     |

Datum: 16. Juli

### Kugelstoßen
| Platz | Athlet               | Land | Weite (m) |
| ----- | -------------------- | ---- | --------- |
| 1     | Heinfried Birlenbach | FRG  | 20,35     |
| 2     | Traugott Glöckler    | FRG  | 19,09     |
| 3     | Steve Wilhelm        | USA  | 19,06     |
| 4     | Al Feuerbach         | USA  | 18,97     |

Datum: 15. Juli

### Diskuswurf
| Platz | Athlet          | Land | Weite (m) |
| ----- | --------------- | ---- | --------- |
| 1     | Tim Vollmer     | USA  | 62,64     |
| 2     | Hein-Direck Neu | FRG  | 60,64     |
| 3     | Dirk Wippermann | FRG  | 60,36     |
| 4     | John Powell     | USA  | 60,10     |

Datum: 16. Juli

### Hammerwurf
| Platz | Athlet            | Land | Weite (m) |
| ----- | ----------------- | ---- | --------- |
| 1     | Uwe Beyer         | FRG  | 70,78     |
| 2     | Walter Schmidt    | FRG  | 69,02     |
| 3     | George Frenn      | USA  | 66,14     |
| 4     | Steve Deautremont | USA  | 58,44     |

Datum: 16. Juli

### Speerwurf
| Platz | Athlet           | Land | Weite (m) |
| ----- | ---------------- | ---- | --------- |
| 1     | Bill Skinner     | USA  | 88.94     |
| 2     | Klaus Wolfermann | FRG  | 83,92     |
| 3     | Roger Collins    | USA  | 78,18     |
| 4     | Horst Timmer     | FRG  | 77,04     |

Datum: 15. Juli